# إدوارد جينينغز
إدوارد جينينغز (بالإنجليزية: Edward Jennings)‏ هو موجه قوارب ‏ أمريكي، ولد في 9 أبريل 1898 في فيلادلفيا في الولايات المتحدة، وتوفي في 9 فبراير 1975 في سان دييغو في الولايات المتحدة.

## وصلات خارجية
- إدوارد جينينغز على موقع الاتحاد الدولي للتجديف (الإنجليزية)
- إدوارد جينينغز على موقع اللجنة الأولمبية الدولية (الإنجليزية)
- إدوارد جينينغز على موقع أوليمبيديا (الإنجليزية)